# Bertin Technologies
Bertin Technologies SAS mit Sitz in Montigny-le-Bretonneux bei Paris ist ein französischer Hersteller wissenschaftlicher Instrumente, der Mess-, Beobachtungs- und Detektionssysteme sowie -instrumente für kritische Anwendungen entwickelt und herstellt. Die Produkte von Bertin Technologies finden Anwendungen in den Bereichen Nukleartechnik, Verteidigung, Weltraum, Big Science, Biowissenschaften und Gesundheit.

## Hintergrund
Die Bertin Technologies Group besteht aus 6 Geschäftseinheiten – Bertin Instruments, Bertin Environics, Bertin Winlight, Bertin Exensor, Bertin Alpao und Bertin Health & Life Sciences – und verfügt über operative Tochtergesellschaften in Europa (Deutschland, Italien, Großbritannien, Schweden, Finnland) und den Vereinigten Staaten. Die Gruppe geht auf die Gründung des Ingenieurs Jean Bertin im Jahr 1956 zurück. Nach mehreren Aktionärswechseln ist sie seit 2022  selbständig und gehört dem französischen Private-Equity-Fonds FCDE. Im Jahr 2023 erzielte die Gruppe einen Umsatz von 132 Mio. €.